# John Moore (wojskowy)

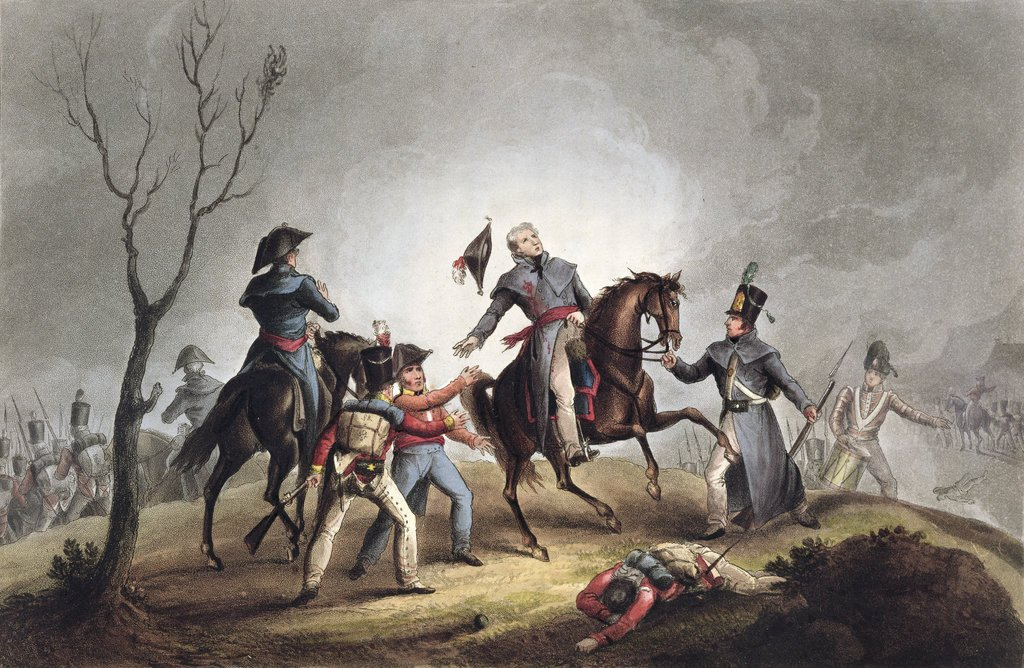
Śmierć generała Moore’a pod La Coruñą (angielska grawiura z epoki)

John Moore (ur. 13 listopada 1761 w Glasgow, zm. 16 stycznia 1809 w La Coruñi) – brytyjski generał.
Urodził się w Glasgow, a w wieku 11 lat wraz z ojcem i księciem Hamiltonem wyruszył w wielką podróż po Francji, Włoszech i Niemczech. Dwa lata mieszkali w Genewie, gdzie młody Moore uczęszczał do szkoły.

## Początki kariery wojskowej i politycznej
Moore wstąpił do armii brytyjskiej w roku 1776 jako chorąży w 51 pułku piechoty stacjonującym na Minorce. Po raz pierwszy brał udział w akcji bojowej w 1778 podczas rewolucji amerykańskiej jako porucznik 82 pułku pod dowództwem Douglasa Hamiltona. W 1783 powrócił do kraju, by w rok później zostać wybranym do parlamentu z miasteczka Lanark w Szkocji. W parlamencie zasiadał przez kolejnych sześć lat.
W 1787 został mianowany majorem i (po krótkim epizodzie służby w 60 pułku) wrócił do macierzystej jednostki. W 1791 51 pułk piechoty został ponownie skierowany nad Morze Śródziemne. Moore wziął udział w kampanii korsykańskiej i został ranny pod Calvi. Wkrótce otrzymał awans na pułkownika i został adiutantem generała Charlesa Stuarta. Nieporozumienia między Moore’em a ówczesnym brytyjskim wicekrólem Korsyki spowodowały odwołanie go i skierowanie do Indii Zachodnich pod dowództwo sir Ralpha Abercromby’ego.

## W Irlandii
W 1798 otrzymał stopień generała majora i został wysłany do Dublina, by wziąć udział w tłumieniu irlandzkiego powstania. Był osobiście chwalony za przyczynienie się do zwycięstwa w jednej z bitew, po której zajął miasto Wexford, uprzedzając bezlitosnego generała Lake’a i zapobiegając w ten sposób splądrowaniu miasta. Powstanie zostało zdławione z bezprzykładną brutalnością; Moore był jednym z niewielu oficerów, którzy przeciwstawiali się zbrodniom ludobójstwa.

## Twórca lekkiej piechoty
W 1799 wziął udział, jako dowódca brygady w ekspedycji do Holandii; jego oddziały zostały pokonane pod Egmont, a on sam został poważnie ranny. Po dojściu do zdrowia dowodził 52 pułkiem podczas kampanii w Egipcie.
Po powrocie do Anglii w 1803 objął dowództwo brygady w ośrodku szkoleniowym w Shorncliffe koło Folkestone, gdzie wprowadził unowocześnione metody szkolenia, co doprowadziło do utworzenia pierwszych formacji piechoty lekkiej w armii brytyjskiej. Zyskał sobie reputację doświadczonego szkoleniowca i ludzkiego dowódcy. Gdy wznoszono nowe koszary, architekci podobno pytali go, jak wyznaczyć przejścia dla pieszych między budynkami, na co odpowiedział: „Pozwólmy żołnierzom chodzić przez kilka miesięcy jak chcą i będziemy wiedzieli, gdzie położyć chodniki”. Dzisiejsze koszary noszą nazwę „Sir John Moore Barracks”. Historyk brytyjski Arthur Bryant pisał o nim: „Wkład Moore’a to nie tylko znakomita lekka piechota, powstała właśnie dzięki niemu, ale także przekonanie, że dobrego żołnierza można wyszkolić jedynie wtedy, gdy wykorzysta się wszystko najlepsze w jego psychice, mentalności i odczuciach”.

## Wojny z Francją 1803-1808
Kiedy było oczywiste, że Napoleon planuje inwazję i desant na Wyspach Brytyjskich, Moore’owi powierzono obronę odcinka od Dover po przylądek Dungeness w hrabstwie Kent. Jego inicjatywą była budowa tzw. wież Martello – szeregu umocnień, uzupełniających wcześniej wzniesioną Redutę Shorncliffe, wzorowanych na wieży obronnej, wzniesionej przez Genueńczyków na przylądku Mortella (Korsyka), gdzie Brytyjczycy mieli poważne problemy atakując zarówno od strony lądu, jak i z morza. Był też pomysłodawcą przekopania kanału żeglownego, tzw. Royal Military Canal w hrabstwach Kent i Sussex, oraz powołania pod broń około 340 tysięcy ochotników do obrony wnętrza kraju w przypadku, gdyby siły inwazyjne pokonały regularną armię na wybrzeżu. W roku 1804 Moore został uszlachcony i mianowany generałem porucznikiem. W dwa lata później powrócił nad Morze Śródziemne, a następnie został przeniesiony nad Bałtyk, gdzie miał pomagać szwedzkim sprzymierzeńcom. Niesnaski z królem Szwecji Gustawem IV doprowadziły do odwołania go i wysłania do Portugalii.

## Wojna w Hiszpanii

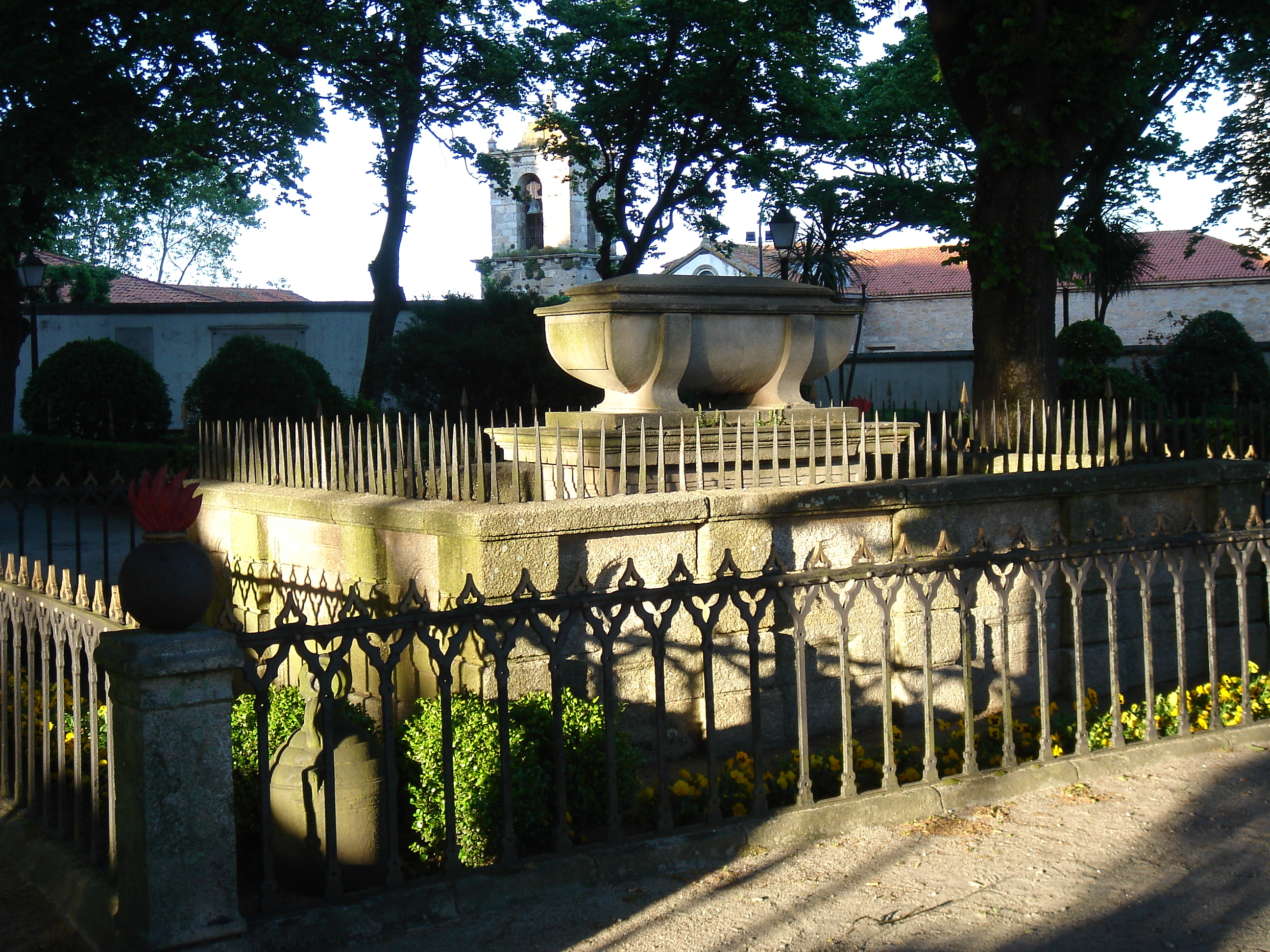
Grób Moore’a w La Coruñi

Moore objął dowodzenie siłami brytyjskimi na Półwyspie Iberyjskim po odwołaniu generałów Burrarda, Dalrymple’a i Wellesleya, wezwanych na przesłuchania w związku ze sprawą tzw. układu z Sintry. Kiedy Napoleon wkroczył do Hiszpanii na czele 200-tysięcznej armii, Moore, który posunął się daleko na północ, został zmuszony do odwrotu w kierunku jedynych portów, skąd mógłby się ewakuować – La Coruña i Vigo. Cofając się spiesznie pod naporem ścigających go Francuzów, Moore dotarł do La Coruñi i zajął pozycje obronne pod miastem, równocześnie przygotowując ewakuację swych wojsk na okręty. Jednak podczas bitwy został śmiertelnie ranny od „uderzenia w pierś i lewe ramię pociskiem armatnim, który połamał mu żebra, zmiażdżył bark i płuca”. Jeszcze przez kilka godzin zachował przytomność, a jego ostatnie słowa, skierowane do adiutanta, Jamesa Stanhope’a brzmiały: „Wspomnij o mnie swojej siostrze, Stanhope”, mając na myśli swoją długoletnią przyjaciółkę Hester Stanhope. Został pochowany na obrzeżach miasta.
Po zajęciu La Coruñi (fr. La Corogne) przez wojska francuskie, na polecenie marszałka Soulta wzniesiono mu pomnik nagrobny, przebudowany w roku 1811. W rodzinnym Glasgow Moore posiada swój pomnik na George Square, a w Anglii pomnik w katedrze św. Pawła w Londynie oraz konny pomnik w Shorncliffe.
Odznaczony Orderem Łaźni.